# Tikveš-Aufstand

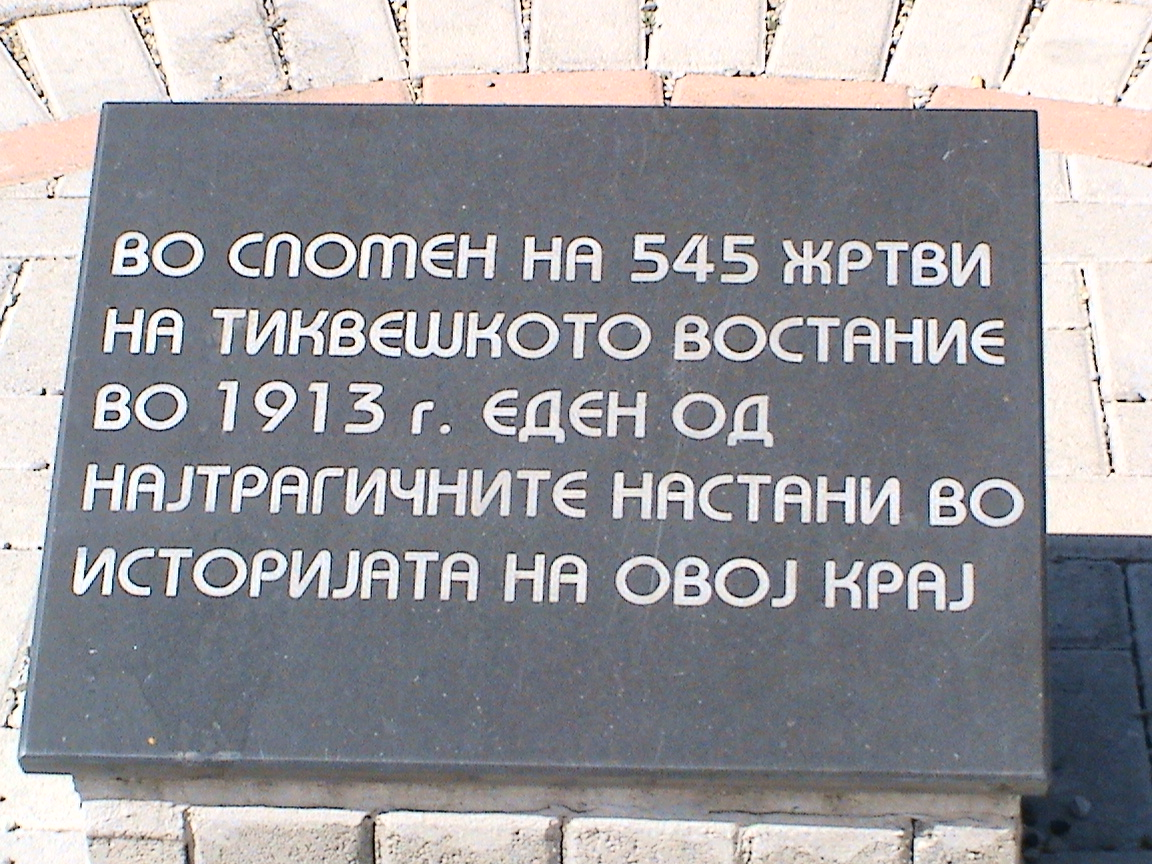
Gedenktafel für 545 Opfer des Tikveš-Aufstands in Kavadarci

Tikveš-Aufstand (bulgarisch Тиквешко въстание, mazedonisch Тиквешко востание) war ein Aufstand in der Tikveš-Region im heutigen Nordmazedonien, der am 15. Juni 1913 begann.
Er wurde zwischen dem Ersten und dem Zweiten Balkankrieg von der Inneren Makedonisch-Adrianopeler Revolutionären Organisation (WMORO) sowie der lokalen Bevölkerung gegen die serbischen Truppen in Vardar-Mazedonien organisiert. Als der Erste Balkankrieg seine endgültigen Grenzregelungen erreichte, verstärkte sich der Druck auf das bulgarische Exarchat und die makedonischen Bulgaren in den osmanischen Gebieten, die unter griechische und serbische Kontrolle kamen. Laut dem Bericht der Internationalen Kommission zur Untersuchung der Ursachen und des Verhaltens der Balkankriege hat Serbien dort ein Programm der Assimilation durch Terror durchgeführt. Die WMORO handelte in enger Abstimmung mit der bulgarischen Armee, deren Truppen sich zu dieser Zeit am linken Ufer des Flusses Vardar befanden. Der Aufstand begann vorzeitig am 15. Juni 1913, nachdem die heimliche Aufstandsverschwörung von den örtlichen serbischen Behörden aufgedeckt worden war. Die Organisatoren hatten geplant, bewaffneten Widerstand gegen die Unterdrücker zu beginnen, nachdem die bulgarische Armee Operationen in der Region aufgenommen hatte.
Die Rebellion breitete sich in den Regionen Kavadarci, Negotino und dem Dorf Vataša aus. Mit den Anführern Dontscho Lazarov und Mische Schkartow wurden zwei große Rebellengruppen aufgestellt. Eine serbische Armeeeinheit in Negotino wurde angegriffen und aus der Stadt vertrieben, Kavadarci und Vataša wurden kurz darauf befreit. Die Aufstände errichteten in diesen Siedlungen eine provisorische bulgarische Regierung. Reorganisierte serbische Armeetruppen und Freischärler unter der Führung von Vasilije Trbić und Jovan Babunski wurden entsandt, um den Aufstand niederzuschlagen. Am 25. Juni zogen die Rebellen aus den Städten ab, nachdem sie erkannt hatten, dass die Hilfe der bulgarischen Armee nicht bald kommen würde. In den folgenden Tagen schlug die serbische Armee den Aufstand brutal nieder und terrorisierte die bulgarische Bevölkerung in den aufständischen Gebieten. Laut einigen Quellen wurden in Kavadarci 363 zivile makedonische Bulgaren getötet, 230 in Negotino und 40 in Vataša. Infolgedessen griff Bulgarien, das mit den Ergebnissen des Ersten Balkankrieges unzufrieden war, am 29. Juni 1913 seine ehemaligen Verbündeten Serbien und Griechenland an und begann damit den Zweiten Balkankrieg.
Wenige Monate später, im September 1913, brach im Westen der Region Vardar-Mazedonien der sogenannte Ohrid-Debar-Aufstand aus – ein Aufstand, der von der bulgarisch-makedonischen Bevölkerung zusammen mit den dort lebenden Albanern ausgelöst wurde und sich ebenfalls gegen die neue serbische Herrschaft über Vardar-Mazedonien richtete.